# انتونیو گیاردلو
انتونیو گیاردلو (انگلیسی: Antonio Ghiardello؛ ۲۱ مارس ۱۸۹۸ – ۵ ژانویهٔ ۱۹۹۲) قایقران روئینگ اهل ایتالیا بود.
وی در مسابقات کشوری و بین‌المللی در مجموع برندهٔ ۳ مدال طلا، ۲ مدال برنز شده‌است.